# Gabriele Ricciardelli
Gabriele Ricciardelli (Napoli, ... – Napoli, 1780) è stato un pittore italiano.

## Biografia
Gabrielle Ricciardelli figlio di Giuseppe fu discepolo di Nicolò Bonito e per due anni fu a Roma sotto la guida di Jan Frans van Bloemen detto Orizzonte. Si è specializzato in paesaggi marini e paesaggi.
Fu attivo a Napoli alla corte di per Carlo di Borbone, venne impiegato a Portici realizzando delle viste di Napoli per il Palazzo Reale. 
Ricciardelli trascorso alcuni periodi all'estero fu in Irlanda, a Dublino tra il 1753 e 1759 e in Inghilterra nel 1777.

## Galleria d'immagini

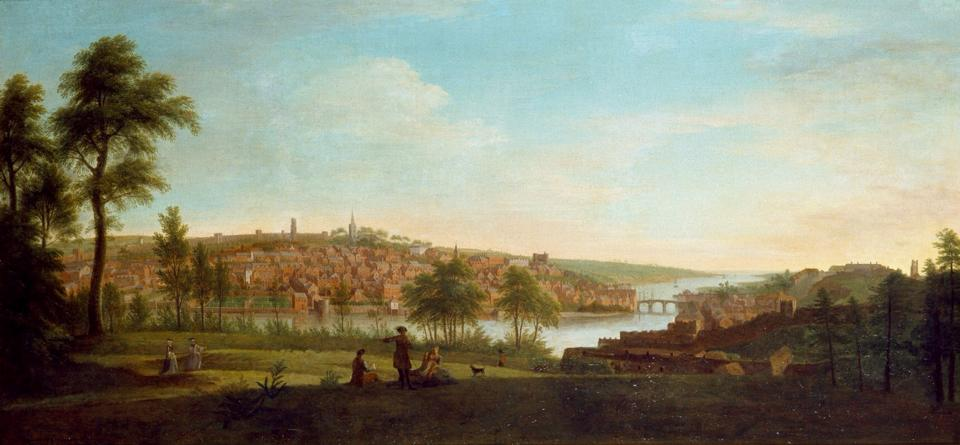
Vista di Drogheda, daBallsgrove, olio su tela
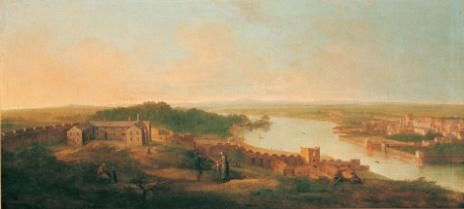
Vista di Drogheda da Millmount, olio su tela